# Gerhard Räbiger
Fritz Otto Gerhard Räbiger (* 9. Juli 1916 in Grünberg in Schlesien; † 27. April 1992 in Berlin) war ein deutscher Feuerwerker und Polizist.

## Leben
Gerhard Räbiger wuchs im schlesischen Grünberg auf. Nach der Schulzeit machte er eine Lehre als Former in einer Eisengießerei.
Im Jahr 1938 wurde er zur Wehrmacht eingezogen. 1939 nahm er am Überfall auf Polen, 1940 am Westfeldzug und 1941 am Überfall auf die Sowjetunion teil. Im Juli 1941 erhielt er seine erste Verwundung, der rechte Arm blieb danach im Ellbogengelenk steif.
Nach Ende des Zweiten Weltkriegs war Räbiger in Berlin als Erster Leitender Polizeifeuerwerker im Dienstgrad eines Hauptkommissars tätig. In seiner 31-jährigen Dienstzeit entschärfte er rund 6500 Bomben. Unter anderem im Februar 1961 eine 20-Zentner-Luftmine in Berlin-Moabit, eine 10-Zentner-Bombe in Berlin-Steglitz, fünf russische Granaten aus dem Turm der Kaiser-Wilhelm-Gedächtnis-Kirche. Sein längster Einsatz dauerte 23 Stunden: in der Lindenstraße in Berlin-Kreuzberg lag eine Bombe mit Langzeitzünder auf der Hauptstromleitung.
Für seine Arbeit erhielt Räbiger im Mai 1952 das Bundesverdienstkreuz. Am 5. Juni 1958 wurde er mit dem Großen Bundesverdienstkreuz ausgezeichnet.

## Familie
Gerhard Räbiger hatte zwei jüngere Brüder, von denen der ältere im Zweiten Weltkrieg 1943 in Russland fiel. Der jüngere, Fritz Räbiger, ist einer der Erfinder des Schwellenersatzträgerverfahrens. 
Räbiger war verheiratet und hatte zwei Kinder.